# 巡邏艦

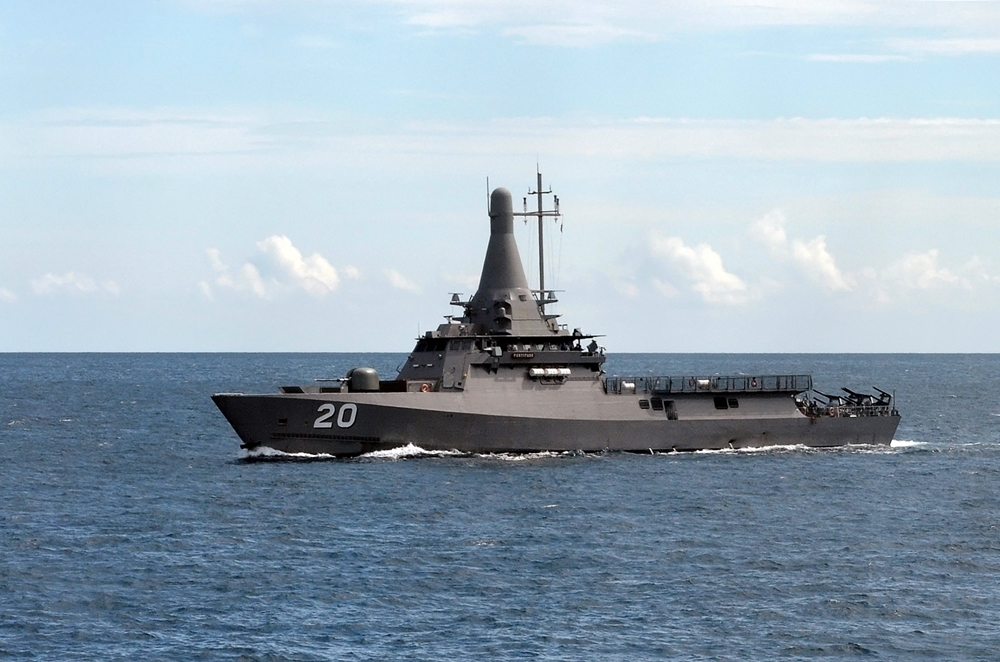
獨立級近海任務艦

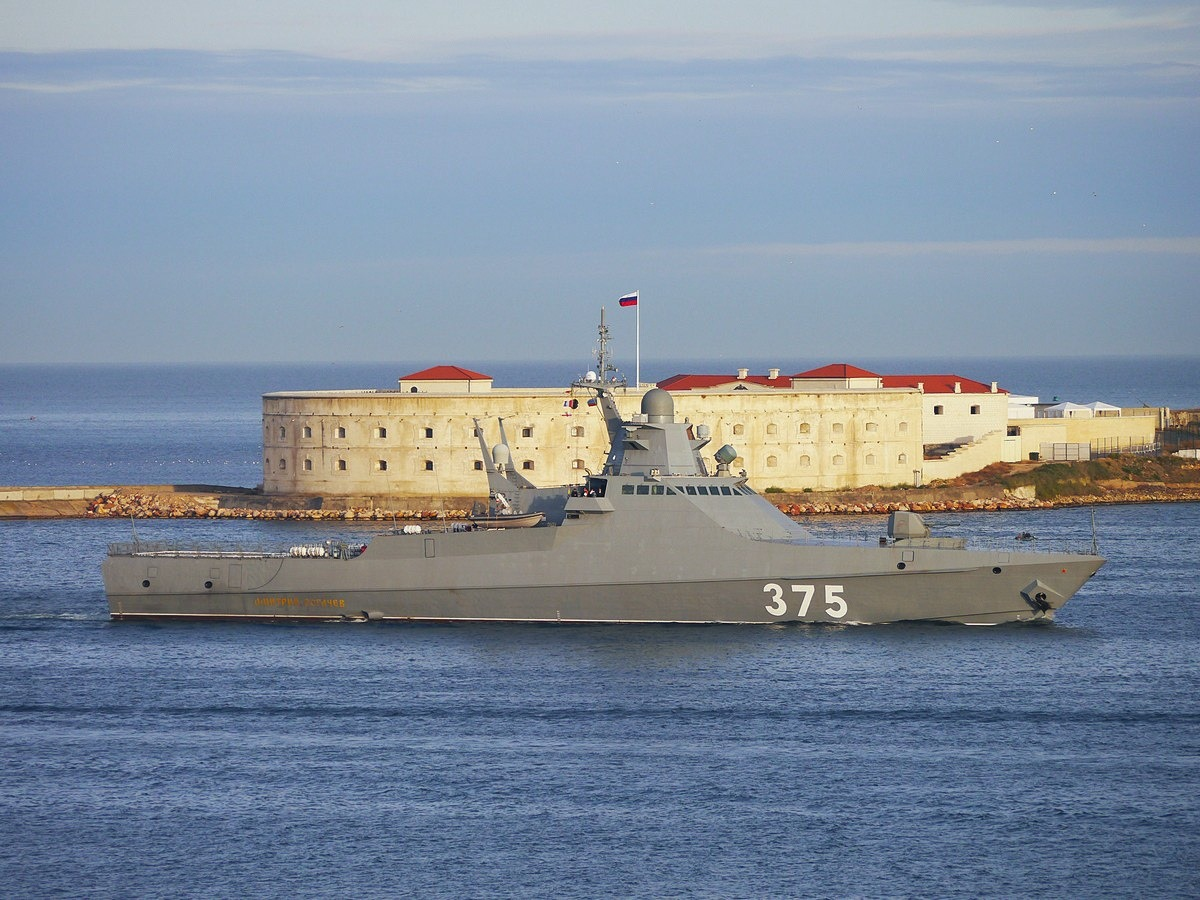
威斯利·比可夫級巡邏艦

巡邏艦（英語：Patrol boat，中华民国海军译为巡邏艇）是一種相對較小的海軍艦艇，通常設計用於沿海防禦、邊境安全或執法。它們可能由一個國家的海軍、海岸警衛隊、警察或海關等操作，可用於海洋（“藍水”）、河口（“綠水”）或河流（“棕水”）環境，噸位數可從數十噸到上萬噸不等，功能視設計具體情況而定，一般僅裝備較輕型火力。

## 概述
巡邏艦以小口徑艦炮為主要武裝，航速約10～45節，導彈快艇可達70節。一般裝備有6公分以下口徑艦炮和深水炸彈。巡邏艦是出現較早的戰鬥艇。中國清末擁有若干。第一次世界大戰後，此種艦艇逐漸發展成為反潛護衛艇或魚雷艇，用於近海搜索、監視和攻擊敵方潛艇、水面艦。
現代巡邏艦裝備有速射自動炮、深水炸彈、聲納、雷達、魚雷、飛彈、紅外線探測裝備等設施。

## 軍用以外用途之巡邏艦

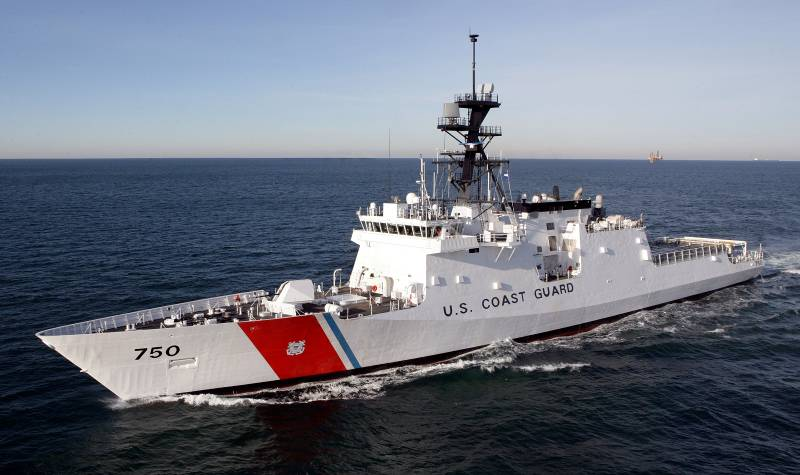
傳奇級國家安全艦

美國海岸警衛隊、日本海上保安廳、韓國海洋警察廳、俄羅斯邊防軍、中華民國海洋委員會海巡署等具有遠洋活動能力的海岸警備部隊，擁有數艘大型巡邏艦，配備機砲與大口徑艦砲（部分配備了直升機），其中日本海上保安廳大型巡邏艦之規格比照海上自衛隊主力船隻的船身打造；俄國邊防軍擁有的一部分巡邏艦係由俄羅斯海軍退役艦艇改造，拆除了魚雷、飛彈等軍規配備；而美國海岸防衛隊部分的退役艦艇，如漢密爾頓級巡邏艦則改裝為巡防艦撥交給他國海軍使用。
中國新近成立的中國海警局裝備的海警船，包括原屬中國漁政、中國海監總隊、中國公安邊防海警部隊的各型巡邏艦（如中國海警3210即原中國漁政310）是中國的海上執法主力艦種，據稱安有自動機炮、水炮和其他武器（部分可搭載直升機），另外也包括從海軍退役移交的艦艇進行改裝(例如053H型導彈護衛艦、053H2G型導彈護衛艦、056型導彈護衛艦、072型大型登陸艦)以及量身訂做新一代大型巡邏艦(例如818型巡邏艦、718B型巡邏艦)作為主力船隻；而中華民國海洋委員會海巡署也有部分中型巡邏艦，擔負爭議海域的護航、執法任務與兩岸間緝私、人道救援任務。

## 各國的巡邏艦
亞洲
- 中华人民共和国（中国海警局）
  - 618型巡邏艦
  - 718型巡邏艦
  - 818型巡邏艦
  - 918型巡邏艦
  - 中國海警2350
  - 中國海警3210
  - 中國海警3383
  - 中國海警3411
  - 中國海警31239
  - 中國海警44103
  - 中國海警2901
  - 中國海警2902
  - 中國海警3901
  - 中國海警2501
  - 中國海警2502
- 中華民國
  - 龍江級巡邏艇(已除役)
  - 錦江級巡邏艦(逐步除役中)
  - 沱江級巡邏艦
  - 南投級巡防救難艦
  - 海巡署500噸級巡防救難艦 (台中)
  - 海巡署500噸級巡防救難艦 (金門)
  - 海巡署600噸級巡防艦
  - 海巡署1000噸級巡防救難艦
  - 海巡署1000噸級巡防救難艦 (2021年)
  - 海巡署1000噸級遠洋巡護船
  - 海巡署1800噸級巡防救難艦
  - 海巡署2000噸級巡防救難艦
  - 海巡署3000噸級巡防救難艦
  - 海巡署4000噸級巡防救難艦
- - 杜爾喬伊級巡邏艦
- - 達魯薩蘭級巡邏艦
- 日本
  - 津輕型巡視船（日语：つがる型巡視船）
  - 瑞穗型巡視船
  - 敷島型巡視船（日语：しきしま型巡視船）
  - 秋津島型巡視船（日语：あきつしま_(巡視船)）
  - 黎明型巡視船（日语：れいめい型巡視船）
  - 春光型巡視船（日语：しゅんこう型巡視船）
  - 瑞穗2型巡視船（日语：みずほ_(巡視船・2代)）
- - 東海級巡邏艦
- - 穆希里布級巡邏艦（英语：Musherib-class offshore patrol vessel）
- 新加坡
  - 獨立級近海任務艦
- 泰國
  - 甲米號巡邏艦（英语：HTMS Krabi）

歐洲
- 義大利
  - 司令級巡邏艦
- 荷蘭
  - 荷蘭級巡邏艦
- 俄羅斯
  - 威斯利·比可夫級巡邏艦
  - 23550型破冰巡邏艦
  - 奧肯級巡邏艦（英语：Okean-class patrol ship）
  - 魯賓級巡邏船（英语：Rubin-class patrol boat）
- 西班牙
  - 流星級巡邏艦
- 英国
  - 河級巡邏艦

美洲
- 巴西
  - 亞馬孫級護衛艦
- 哥伦比亚
  - OPV-80型巡邏艦
- 智利
  - OPV-80型巡邏艦
- 墨西哥
  - 瓦哈卡級巡邏艦
  - 杜蘭戈級巡邏艦（英语：Durango-class patrol vessel）
- 美国
  - 漢密爾頓級巡邏艦
  - 傳奇級國家安全艦
  - 信賴級巡邏艦
  - 聲望級巡邏艦
  - 哨兵級巡邏船（英语：Sentinel-class cutter）
- 委內瑞拉
  - 瓦伊凱布洛級巡邏艦
  - 瓦伊凱里級巡防艦

## 外部連結
- 巡邏艦[永久]

1. ↑  中華民國國防部政務辦公室.  (PDF): 332頁. 2021-11  [2022-05-22]. （原始内容 (PDF)存档于2022-05-31）.